# Tagdyr
Tagdyr e.V. ist ein von Armangul Kapasheva und Sholpan Khasenova am 10. Dezember 2008 mit Finanzmitteln der kasachischen Regierung gegründeter Fonds, um dem Verbleib ihrer Ehemänner auf den Grund zu gehen. Es handelt sich hierbei um eine Frontorganisation des kasachischen Geheimdienstes KNB, deren Ziel es nach eigenen Angaben ist, den als Hauptbeschuldigten bezeichneten Rachat Älijew zur Verantwortung zu ziehen. Mit dessen Tod unter verdächtigen Umständen in einem österreichischen Gefängnis im Februar 2015 entfiel dieser Vereinszweck.

## Hintergrund
Im Februar 2007 verschwanden die beiden Nurbank-Manager Zholdas Timraliev und Aibar Khasenov spurlos. Ihre Leichen wurden im Mai 2011 entdeckt. Im Januar 2008 bzw. März 2008 wurde Älijew in Kasachstan zu je 20 Jahren Haft verurteilt wegen Gründung einer mafiösen Vereinigung und der Planung eines Staatsstreiches. Da Älijew zu dieser Zeit in Österreich als Botschafter eingesetzt war und eine Auslieferung seitens Österreich abgelehnt wurde, konnten die Urteile nicht vollstreckt werden. Im Juli 2011 wurde dann die österreichische Staatsanwaltschaft aktiv, nachdem sich die Vorwürfe gegen Älijew nach Auffinden der mutmaßlichen Opfer erhärtet hatten. Nach gerichtlicher Ablehnung des zweiten Auslieferungsgesuchs verzichtete man wegen Aussichtslosigkeit auf Rechtsmittel, obwohl von kasachischer Seite verlangt wurde, die Sache weiter zu betreiben. Bereits 2009 klärte ein Untersuchungsausschuss des österreichischen Parlaments, dass seitens Kasachstan massiver Druck auf Politiker und Medienvertreter ausgeübt worden war, um Älijew, der sich mit seinem Schwiegervater Nursultan Nasarbajew überworfen hatte, wieder nach Kasachstan zu bringen.

## Ziele
Der Verein Tagdyr forderte die konsequente Ausermittlung des Falls Älijew bis zur Anklageerhebung, die Sicherstellung der Anwesenheit aller Verdächtigen bei den Verhandlungen, die Ausstellung eines europaweiten Haftbefehls gegen Rachat Älijew und die Verhängung der Untersuchungshaft in Österreich für Wadim Koshlyak, Alnur Mussajew, Tulgen Imaschew und Viktor Sapozhnikow. Die österreichische Justiz, die schon zweimal eine Auslieferung Älijews abgelehnt hatte, teilte dessen Auffassung, dass es sich bei dem Verein um eine Frontorganisation des kasachischen Geheimdienstes handele, die auf Veranlassung des kasachischen Diktators Nasarbajew ins Leben gerufen worden war, um Älijew zu verfolgen.

## Internationales Aufsehen
Ab 2013 erlangte die Causa Älijew durch Stellungnahmen internationaler Politiker erhöhte Aufmerksamkeit in den Medien. So forderte der frühere deutsche Innenminister und Anwalt Otto Schily einen Haftbefehl für Rachat Älijew, der sich inzwischen nach seiner Frau Rachat Shoraz nannte. Auch der amerikanische Kongressabgeordnete Brad Sherman schaltete sich ein und forderte die EU-Kommission auf, weitere Ermittlungen zu veranlassen und schnellstmöglich voranzubringen. Der Wiener Anwalt des Vereins, Gabriel Lansky, hatte nachweislich finanzielle Interessen in Kasachstan; dem als Berater der Kanzlei bezahlten Otto Schily wurden schon früher Interessenskonflikte vorgeworfen.